# Корабль (телесериал)
«Кора́бль» — российский постапокалиптический телесериал, созданный компанией Yellow, Black and White, телеканалом «Ю» (1 сезон) при участии кинокомпании «Мэйнстрим фильм» по заказу телеканала СТС. Является адаптацией испанского телесериала «Ковчег». Транслировался на канале СТС с 13 января 2014 года по 30 апреля 2015 года.
Премьера состоялась 13 января 2014 года на канале СТС.
19 марта 2015 года сериал был удостоен профессионального приза Ассоциации продюсеров кино и телевидения в области телевизионного кино, как «Лучший телевизионный сериал (более 24 серий)».
Премьера второго сезона состоялась 23 марта 2015 года на канале СТС.
В марте 2016 года телеканал СТС официально заявил о том, что не планирует заказывать съёмки заключительного третьего сезона.

## Сюжет
20 молодых курсантов отправляются в учебное плавание на корабле Running on Waves (Бегущая по волнам). Они веселятся дни напролёт, но их беззаботному отдыху внезапно приходит конец. Произошёл взрыв в Большом адронном коллайдере, который привёл к глобальной катастрофе, в результате которой все материки ушли под воду. Все члены экипажа корабля считают себя единственными выжившими на планете, но впоследствии выясняется, что не им одним удалось пережить катастрофу.

## Персонажи

### Члены экипажа учебного парусного судна «Бегущая по волнам»
| Актёр               | Роль                                                                               |
| ------------------- | ---------------------------------------------------------------------------------- |
| Дмитрий Певцов      | Виктор Громов капитан                                                              |
| Владимир Виноградов | Юрий Ракита штурман, старпом                                                       |
| Илья Любимов        | Герман Ворожцов преподаватель по основам выживания, участник проекта «Александрия» |
| Юлия Агафонова      | Ксения Данилова судовой врач, учёная-исследователь, участник проекта «Александрия» |
| Агриппина Стеклова  | Надежда Ивановна Соломатина кок, возлюбленная Юрия Ракиты                          |
| Александр Пугачёв   | Иннокентий Орлов («Орлуша») помощник на камбузе, младший брат Надежды Соломатиной  |
| Дмитрий Бакунин     | Дмитрий механик                                                                    |

### Пассажиры
| Актёр                 | Роль                                                                          |
| --------------------- | ----------------------------------------------------------------------------- |
| Роман Курцын          | Максим (Макс) Григорьев сын Юрия Ракиты, участник проекта «Александрия»       |
| Ирина Антоненко       | Алёна Громова старшая дочь капитана, возлюбленная Макса                       |
| Ярослава Базаева      | Валерия Громова младшая дочь капитана, закадровый голос                       |
| Матвей Зубалевич      | Роман Паламарчук                                                              |
| Илья Иосифов          | Ренат Ахмадуллин                                                              |
| Сергей Друзьяк        | Петя Зацепа                                                                   |
| Ингрид Олеринская     | Ирина Зябликова                                                               |
| Дарья Храмцова        | Виктория Рутковская                                                           |
| Дмитрий Горевой       | Дмитрий Мартов (1—14 серии) наркоман                                          |
| Ангелина Добророднова | Света Соловьёва (27—52 серии) / Оля Соловьёва (45 серия) сестра-близнец Светы |
| Ольга Ефремова        | Элеонора Бунчук (с 31 серии) участник проекта «Александрия»                   |
| Евгений Сахаров       | Виктор (с 31 серии) участник проекта «Александрия»                            |
| Пётр Рыков            | Андрей (с 31 серии) участник проекта «Александрия»                            |
| Татьяна Космачёва     | Даша (серии 31—33, 52) участник проекта «Александрия»                         |
| Антон Шпиньков        | Константин Лебедев (44—45 серии)                                              |

### Другие персонажи
| Актёр                | Роль                                                                   |
| -------------------- | ---------------------------------------------------------------------- |
| Эвклид Кюрдзидис     | Александр Рутковский отец Виктории, руководитель проекта «Александрия» |
| Андрей Андреев       | подполковник Добровольский командир экипажа МКС                        |
| Фёдор Сухов          | Полозков капитан Корабля в годы 2-й мировой войны                      |
| Сергей Долготович    | Валерий жених Надежды                                                  |
| Константин Косинский | Филипп жених Ксении                                                    |

## Показ телесериала

### Телевидение
В России сериал выходил на телеканалах СТС и «Ю».
СТС
- Первый сезон с 13 января по 21 февраля 2014 года. 26 серий (серии 1—26). Премьерные серии выходили с понедельника по четверг в 21:00, повторы — со вторника по пятницу в 09:30.
- Второй сезон с 23 марта по 30 апреля 2015 года. 26 серий (серии 27—52). Премьерные серии выходили с понедельника по четверг в 20:00, повторы — со вторника по пятницу в 15:00.

«Ю»
- Первый сезон с 14 по 25 апреля 2014 года. Серии выходили с понедельника по пятницу в 23:00, однако по причине низких рейтингов, после показа первых 10 серий, сериал был снят с эфира.

С 7 июля 2014 года канал возобновил показ первого сезона с первой серии. Серии выходили с понедельника по пятницу в 12:00, повторы — с понедельника по пятницу в 03:00. После показа 10 серии 18 июля 2014 года дневные показы сериала на канале были прекращены, ночные показы продлились по 31 июля. Было показано 18 серий из 26.
«Супер»
- Первый сезон стартовал с 14 января 2019 года. Серии выходят с понедельника по четверг в 22:00, повторы — со вторника по четверг в 10:00, а также в пятницу с 14:00 до 18:00 4 серии прошедшей недели транслируются нон-стопом.

### Интернет
Все серии «Корабля» доступны для просмотра жителям России на портале Molodejj.tv, официальном портале «СТС Медиа» Видеоморе.ру, официальном сайте канала СТС, в бесплатных приложениях для смартфонов и планшетов Videomore.ru и СТС, специальном приложении «Корабль» в App Store и видеоканале социальной сети «Одноклассники». Все серии первого сезона выложены на сайте телеканала Ю.

## Список эпизодов
| Сезон | Сезон | Серии | Период трансляции           |
| ----- | ----- | ----- | --------------------------- |
|       | 1     | 26    | 13 января — 21 февраля 2014 |
|       | 2     | 26    | 23 марта — 30 апреля 2015   |

### Сезон 1
| № серии | Премьера        | Описание серии |
| ------- | --------------- | --- |
| 1       | 13 января 2014  | Двадцать молодых и дерзких парней и девчонок, гордо именующих себя курсантами, уходят в плавание на борту учебного парусного судна. Впереди их ждет несколько недель приятного морского отдыха и масса новых впечатлений. Внезапный взрыв адронного коллайдера в одной из лабораторий на материке меняет судьбы людей и ландшафт нашей планеты навсегда…                                       |
| 2       | 13 января 2014  | Судну чудом удается удержаться на плаву, но ему больше некуда плыть: все материки ушли под воду вместе со всеми привычными благами цивилизации… |
| 3       | 14 января 2014  | Самолет потерпел крушение и упал рядом с кораблем. Капитан принимает решение отправить в погружение двух человек, чтобы найти «черный ящик» и узнать информацию о происходящем на суше. Курсанты бунтуют, потому что не могут понять, почему они до сих пор в море. |
| 4       | 15 января 2014  | Курсанты решили забыться с помощью вина. Но после нападения на старпома капитан приказал найти и выбросить весь алкоголь. Герман жестоко мстит курсанту за шутку над ним. Попытка найти компоромат на Германа оборачивается угрозой жизни капитана... |
| 5       | 16 января 2014  | Юрий пытается скрыть свои отношения с Надеждой, чем очень её обижает. Макс погружается в море, чтобы достать для Алёны «цветы». Вокруг корабля расплывается красное пятно. Рома пытается найти доказательства того, что на корабле снимается реалити-шоу... |
| 6       | 20 января 2014  | Петя признается Вике в любви при помощи азбуки Морзе, назвав себя «Капитан Немо». Из-за недоразумения девушки решают, что это Роман. Капитан с помощниками разбирают в трюме груз и находят ящик с часовым механизмом. Предполагается, что это бомба, ее решают выбросить за борт. Герман приглашает дочь капитана на свидание. Роман дает объявление по громкой связи о потерянном медальоне. |
| 7       | 21 января 2014  | События этой серии будут разворачиваться вокруг найденной бомбы. Обратный отсчёт стремится к нулю. Успеют ли герои обезвредить смертоносное устройство? |
| 8       | 22 января 2014  | Героев постигнет еще одна серьезная неприятность. К кораблю приближается огромная стая голодных птиц. Команда в опасности. |
| 9       | 23 января 2014  | Члены команды соберутся дать бой диким птицам. Ира окажется на волосок от гибели. Алена запутается в своих чувствах к Герману и Максу. |
| 10      | 27 января 2014  | Приборы на корабле фиксируют надвигающийся шторм. Запасы продуктов на исходе. Максу удаётся найти съедобные ракушки на затонувшем корабле. После обеда половина команды начинает странно себя вести... |
| 11      | 28 января 2014  | На корабле бунт. Сможет ли капитан справиться в раздраженной толпой? |
| 12      | 29 января 2014  | Капитану корабля, старпому и одному из курсантов придётся пожертвовать своими жизнями ради спасения всех остальных членов экипажа. |
| 13      | 30 января 2014  | На корабле произошло убийство! Кто виновник? Это придется выяснить капитану. |
| 14      | 3 февраля 2014  | Экипаж продолжает поиски убийцы. Макс все еще под подозрением. Еще больше накалились отношения между Ирой и Викой. Роман питает надежду найти сушу. |
| 15      | 4 февраля 2014  | Исследование Романа оказалось верным. Теперь известно, что где-то есть суша. Однако героев поджидает серьезная опасность в море. |
| 16      | 5 февраля 2014  | Экипаж ждет подводная опасность в лице гигантского монстра. Макс собирается рисковать своей жизнью ради спасения команды. |
| 17      | 6 февраля 2014  | На радаре капитан замечает какой-то предмет. Возможно, это корабль. Алена, тем временем пытается узнать, что скрывает Герман. |
| 18      | 10 февраля 2014 | Мотор корабля сильно засорился и перестает работать. Герман и Макс снова выясняют отношения, на этот раз по-серьезному. Орлуша начинает вспоминать прошлое. |
| 19      | 11 февраля 2014 | На горизонте густой туман и просвета не видно. Макс узнает тайну Германа. Ира больше не хочет, чтобы Петя был отцом её ребенка. |
| 20      | 12 февраля 2014 | Туман оказался очень опасным для героев. Все начинают поиски Макса и Германа. Алёна окончательно определилась, с кем хочет быть. |
| 21      | 13 февраля 2014 | Герман пропал, и Рома обвиняет Макса в его смерти. На корабле завелись пчёлы-мутанты и несут реальную угрозу всем находящимся на борту. |
| 22      | 17 февраля 2014 | На корабле становится слишком жарко, здесь все в дыму. Температура за 60, и скоро все взорвется. |
| 23      | 18 февраля 2014 | Старпома ждут неприятные новости. Макс все еще под стражей. Валерия неожиданно пропадает, и её не могут найти. |
| 24      | 19 февраля 2014 | Курсанты начинают поиск потайной каюты и натыкаются на старый бортовой журнал первого капитана этого судна. |
| 25      | 20 февраля 2014 | Герман жив? Но как он смог выжить и оказаться рядом с кораблем спустя столько времени? |
| 26      | 21 февраля 2014 | Капитан начинает подозревать доктора в связи с Германом. Что скрывает Ксения? Экипаж получает неожиданный сигнал. |

### Сезон 2
| № серии | Премьера       | Описание серии |
| ------- | -------------- | --- |
| 1 (27)  | 23 марта 2015  | Весь корабль готовится к встрече космонавтов. Герман продолжает угрожать Алене убийством её близких. В точке приводнения космонавтов собирается шторм. |
| 2 (28)  | 24 марта 2015  | Роман исследует космическую капсулу. Алена дежурит возле постели раненного Макса. Ирина пытается сделать непростой выбор. |
| 3 (29)  | 25 марта 2015  | В рыболовные сети героям попадается очень опасный улов, о котором они пока не подозревают. Алёна признаётся Максу в любви и объясняет, почему им нельзя быть вместе. |
| 4 (30)  | 26 марта 2015  | Корабль наткнулся на очень быстро размножающиеся водоросли. Судно может затонуть. Как его спасти, когда многие герои заняты своими проблемами? |
| 5 (31)  | 30 марта 2015  | Капитан и помощник вылавливают из моря ящики с едой. Четверо выживших пассажиров найдены в лодке, их тоже берут на борт. На корабле начинается эпидемия из-за некачественных продуктов.                                                                                         |
| 6 (32)  | 31 марта 2015  | На корабле расселяются новенькие и пытаются втереться в доверие. Также на судне завелась новая напасть — вредные насекомые. |
| 7 (33)  | 1 апреля 2015  | Старпом и Орлуша ищут способ избавиться от насекомых, которых становится всё больше. Германа избивают. Даша пытается покинуть корабль. |
| 8 (34)  | 2 апреля 2015  | После того, как погибла Даша, у Макса появляются подозрения насчет новеньких. Выяснилось, что Элеонора уже давно знает Ксению. Взяв оружие, новенькие пытаются захватить судно. Отстоят ли герои свой корабль? Или кто-то еще погибнет?                                         |
| 9 (35)  | 6 апреля 2015  | Элеонора, Андрей и Виктор запирают команду в каютах. Орлуше удается забрать «чёрный» ящик. Ринат пытается выиграть в карты вакцину от сибирской язвы. |
| 10 (36) | 7 апреля 2015  | Ребята готовятся поздравлять маленькую Леру. Алена объявляет всем, что они с Максом пара. Младшая дочь капитана не может его простить за то, что он был с Элеонорой. Ренат увидел землю.                                                                                        |
| 11 (37) | 8 апреля 2015  | Команда уговаривает капитана разрешить устроить пикник на острове. Надя готовит романтический ужин для Ксении и капитана. Ночью остров перемещается. |
| 12 (38) | 9 апреля 2015  | Орлуша обращает внимание на странный шум в море. Ринат пытается убедить Ракиту рассказать Наде о своей болезни. Герман надеется вернуть Алёну. |
| 13 (39) | 13 апреля 2015 | Падение корабля в водопад становится неизбежным. Команда придумывает способ обезопасить себя, натянув по всем коридорам сети. Вика просит Германа помочь ей выжить. |
| 14 (40) | 14 апреля 2015 | На поверхности воды появляются огромные пузыри, содержащие удушающий метан. |
| 15 (41) | 15 апреля 2015 | Максим избивает Германа. Алена его игнорирует, она не терпит жестокость. Убирая каюту, ребята нашли старую пленку с кадрами убийства ученых. Орлуша разгадал тайну видео на старинной пленке и нашел макет корабля с записками.                                                 |
| 16 (42) | 16 апреля 2015 | Все металлические предметы на корабле находятся под электрическим напряжением. Петя прыгает в море и ударяется головой о корпус корабля. |
| 17 (43) | 20 апреля 2015 | Ребята находят на корабле гуся, который, судя по метке на лапе, был на земле несколько дней назад. На лапу птицы прикрепили радар и отпустили. Ира уходит от Пети в каюту к девочкам, потому что ее пугают посторонние звуки за стеной. Петя выясняет, что в каюте кто-то есть. |
| 18 (44) | 21 апреля 2015 | Корабль плывет по направлению полета гуся. Петя охотится за «призраком». Макс сообщает Вике, что у них не может быть отношений. |
| 19 (45) | 22 апреля 2015 | Капитан спрашивает у неизвестного, как он тут оказался. Макс находит кучу динамита в машинном отделении. Корабль может взлететь на воздух в любую минуту. Капитан в замешательстве. Макс пытается сам обезвредить бомбу. На помощь приходит Герман.                             |
| 20 (46) | 23 апреля 2015 | На корабле выходят из строя солнечные батареи и заканчивается пресная вода. Ракиту смещают с должности старпома и на его место назначают Германа. Чинят батареи, начинают работать опреснители. Все отмечают праздник Нептуна.                                                  |
| 21 (47) | 27 апреля 2015 | Корабль вошел в зону низких звуковых частот. У членов экипажа болит голова и мерещатся галлюцинации. Доктор делает капитану операцию по удалению аппендицита. |
| 22 (48) | 28 апреля 2015 | Вся команда корабля потеряла память, кроме Валерии. Шпион Виктор ищет на корабле черный ящик. Герман ударами электрошока заставляет себя вспомнить все. |
| 23 (49) | 29 апреля 2015 | На корабль снова совершается нападение. Ракиту и Орлушу берут в заложники. Элеоноре удается бежать. Надя понимает, что ждет ребенка. |
| 24 (50) | 29 апреля 2015 | Элеонора предлагает поменять заложников на Виктора и черный ящик. Все скрывают от Надежды, что Ракита и Орлуша похищены. Вика становится свидетельницей поцелуя Ирины и Рината.                                                                                                 |
| 25 (51) | 30 апреля 2015 | Члены экипажа совершают экспедицию на заброшенный корабль. Герман решается на убийство. |
| 26 (52) | 30 апреля 2015 | Ракита подозревает доктора. Экипаж обнаруживает пропажу Светланы. Роман предлагает искать ее на испанском корабле. |

## Саундтрек
| Исполнитель                      | Название композиции      |
| -------------------------------- | ------------------------ |
| Инна Стилл feat. Михей           | Любовь остаётся          |
| Группа «Градусы»                 | Я больше никогда         |
| Группа «Сердца, Ребята и Гитары» | Тишина                   |
| Сергей Друзьяк                   | Прости сегодня           |
| Сергей Друзьяк                   | Поиграй со мной в снежки |
| Сергей Друзьяк                   | Украсть                  |
| Сергей Друзьяк                   | Губная гармошка          |
| Сергей Друзьяк                   | Я тебя хочу              |
| Группа Weloveyouwinona           | Stop Looking Around      |
| Группа «Каста»                   | Корабельная песня        |
| Marcus Bently                    | La Seda Road (Full Mix)  |
| Егор Крид                        | Только ты, только я      |

## Рейтинг телесериала в России
- Отличные рейтинги премьерных серий первого сезона «Корабля» констатировал журналист сайта Фильм Про Артур Чачелов:

«В понедельник 13 января „СТС“ представил первые две серии нового фантастического молодёжного сериала „Корабль“, который, судя по цифрам рейтингов и доле, оказался именно таким проектом. „Корабль“ уверенно вошёл в ТОП-5, причём сериал одинаково хорошо смотрели как в столице, так и в регионах».— 
- Успех телесериала отметил генеральный директор канала СТС и генеральный продюсер сериала «Корабль» Вячеслав Муругов:

«Новый год мы начали с новой победы: фантастический сериал „Корабль“ стартовал на этой неделе с долей 17,2 %. Это значит, что нам удалось понять, чего хочет наш зритель, найти нужный контент и сформировать правильную стратегию программирования».— 

## Съёмки
Сериал частично снимался в Греции: 1 сезон — на острове Кос (Эгейское море), 2 сезон — на острове Корфу (Ионическое море). Павильонные съёмки осуществлялись в Москве. Несостоявшаяся свадьба Надежды и Валерия (эпизод) из 39-й серии снималась в подмосковной усадьбе графов Шереметевых «Кусково».